# Phare d'Ytterøyane
Le phare d'Ytterøyane (en norvégien : Ytterøyane fyr)  est un phare côtier de la commune de Flora, dans le comté de Vestland (Norvège). Il est géré par l'administration côtière norvégienne (en norvégien : Kystverket).
Le phare est classé patrimoine culturel par le Riksantikvaren depuis 1999 .

## Histoire
Le phare se trouve sur une île isolée à environ 20 km à l'ouest de la ville de Florø, au large du Norddalsfjord. Le phare a été mis en service en 1881. Il a été automatisé en 2004. Il utilise toujours sa lentille de Fresnel de 1e ordre d'origine.

## Description
Le phare  est une tour conique en fonte de 31 mètres de haut, avec une galerie et lanterne, au-dessus d'une base octogonale en maçonnerie de 2 étages. La tour en fonte est rouge avec une bande blanche et la base est aussi blanche. Il émet, à une hauteur focale de 59 mètres, trois éclats blancs toutes les 30 secondes. Sa portée nominale est de 11 milles nautiques (environ 20 km).
Identifiant : ARLHS : NOR-283; NF-2515 - Amirauté : L0298 - NGA : 5072 .
|                      |
| Le phare (1890-1900) |

|          |
| Le phare |

### Lien connexe
- Liste des phares de Norvège